# Café árabe mirra
El café árabe (llamado "Mırra" en árabe) es una forma típica de preparar el café en los Emiratos Árabes Unidos. Se prepara con especias como el azafrán o el cardamomo, lo que da como resultado una bebida amarga y especiada, con un tinte ligeramente verde.
Se prepara hirviendo el agua en una cacerola o dallah. Cuando rompe el hervor, se añade el café y baja al fuego al mínimo, dejándolo durante un pequeño lapso y retirando del fuego, se añade el cardamomo, azafrán, clavo de olor o agua de rosas y se deja hervir. Se cuela y se vierte en una tetera.
Se sirve pequeñas tazas llamadas finjaan, llenándolas solo hasta la mitad para permitir que se enfríen rápidamente. No se le añade azúcar, pero sirve con algún acompañamiento dulce, como dátiles. La etiqueta indica que los invitados deben aceptar al menos una taza, aunque lo típico es beber tres.